# Черных, Николай Иванович (математик)
Николай Иванович Черных — российский учёный в области теории функций, доктор физико-математических наук (1981), профессор (1991), заслуженный деятель науки РФ (1999).

## Биография
Родился 30.03.1936 в с. Козловка Новосергиевского (Покровского) района Оренбургской области.
Окончил механико-математический факультет Саратовского государственного университета им. Н. Г. Чернышевского (1958), оставлен на кафедре ассистентом и одновременно учился в аспирантуре (1958—1961).
С 1962 г. работает в Институте математики и механики УрО АН СССР (РАН) (сначала — Свердловское отделение Математического института им. В. А. Стеклова АН СССР), в 1973—1986 гг. зам. директора, в 1987—2012 гг. заведующий отделом аппроксимации и приложений, с 2012 г. — ведущий научный сотрудник этого отдела.
Доктор физико-математических наук (1981), профессор (1991).
Преподаёт и ведёт научную работу на математико-механическом факультете Уральского университета, читал курсы теории функций комплексного и вещественного переменного, гармонического анализа, в настоящее время читает общий курс «Анализ» и специальный курс «Фракталы и всплески».
Сфера научных интересов — теория функций, приближение функций, наилучшее приближение различных классов функций сплайнами, точные неравенства Джексона для наилучших приближений периодических функций тригонометрическими полиномами.
Автор более 90 научных работ по теории приближения функций и её приложениям к уравнениям математической физики и задачам антенной техники.
Заслуженный деятель науки Российской Федерации (1999).

### Сочинения
- О приближении функций полиномами со связями // Тр. Матем. ин-та им. В. А. Стеклова, 1967. Т. 88. С. 75-130.
- О наилучшем приближении периодических функций тригонометрическими полиномами в L2. // Мат. заметки, 1967. Т. 2. № 5. С. 513—522.
- Порядок наилучших сплайн — приближений некоторых классов функций // Мат. заметки, 1970. Т. 7, № 1. С. 31-42. (Совм. с Ю. Н. Субботиным).
- Неравенство Джексона в {\displaystyle L_{p}(0,2\pi )(1\leqslant p<2)} с точной константой // Тр. Матем. ин-та им. В. А. Стеклова АН СССР, 1992. Т. 198. С. 232—241.